# Bernhard Nickel

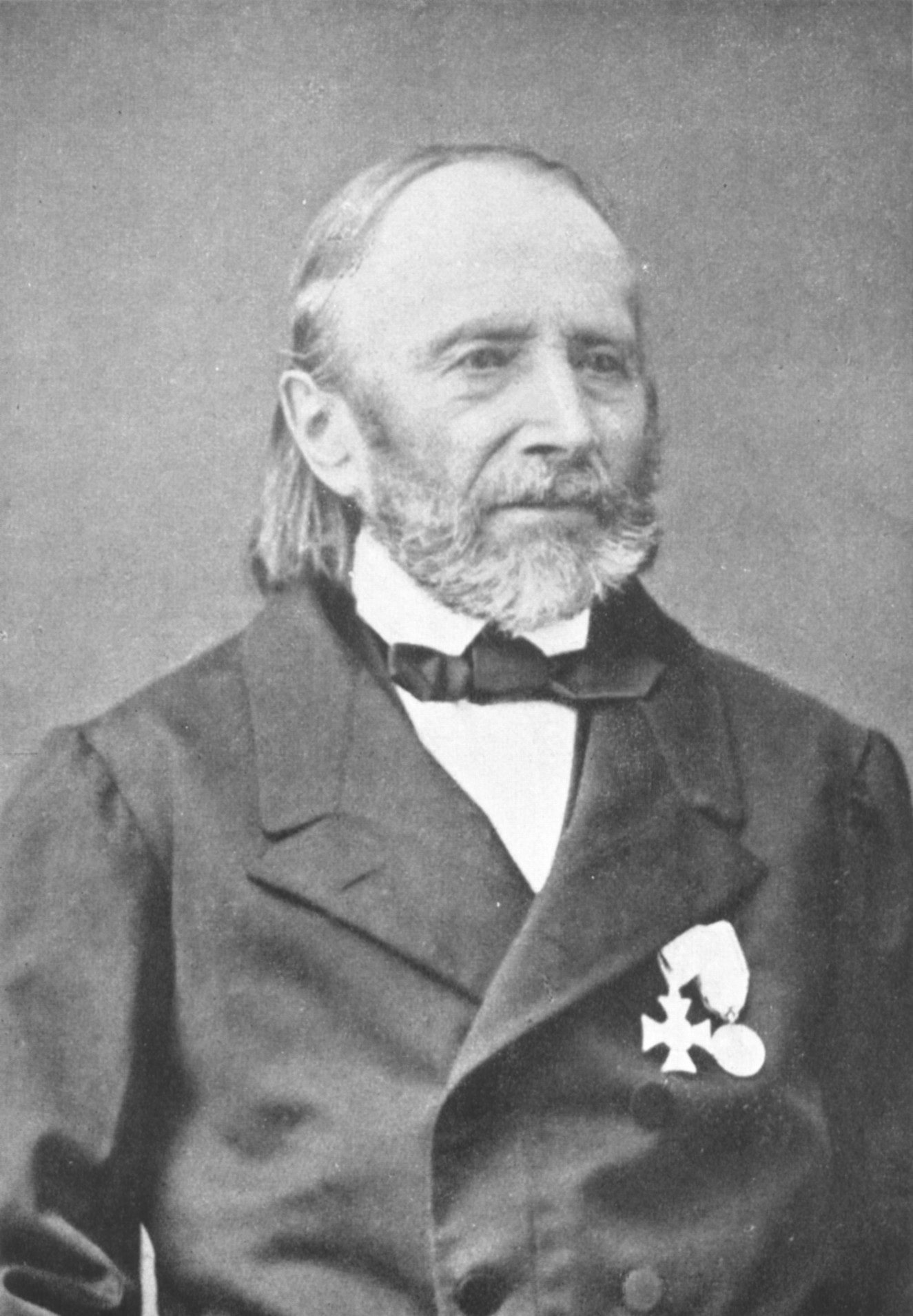
Bernhard Nickel

Christian Bernhard Nickel (* 17. November 1794 in Heilbronn; † 11. Juni 1879 ebenda; auch Nikel) war ein deutscher Förster und Politiker.

## Leben
Nickel war von 1834 bis 1877 Waldinspektor (Gemeindeförster) in Heilbronn, wo er den Stadtwald 1839 erstmals beschrieb und einteilte und 1842 vermaß.
Zu Beginn der Revolution 1848/49 war der politisch konservativ-vaterländisch eingestellte Nickel lebenslanges Mitglied des Heilbronner Stadtrats, wie es zu dieser Zeit im Königreich Württemberg bei direkter Wiederwahl nach einer ersten zweijährigen Amtszeit vorgesehen war. Vor dem Hintergrund der revolutionären Stimmung im Land nahmen die politischen Streitigkeiten auch in Heilbronn zu, und nach einem Stadtratsbeschluss vom 9. März 1848, der die Bürger zum Beitritt in die neu aufzustellende Heilbronner Bürgerwehr aufrief, traten am Folgetag der Stadtschultheiß Heinrich Titot sowie Nickel und zwei weitere lebenslange Stadträte von ihren Ämtern zurück. Sie blieben aber auf Bitten des Stadtrates, des Bürgerausschusses und des Heilbronner Oberamtmanns Friedrich Mugler bis zur turnusmäßigen Stadtrats-Ersatzwahl im Juni bzw. bis zur Amtseinsetzung des nächsten Schultheißen August Klett im Mai noch im Amt. Nickel wurde erneut in den Stadtrat gewählt. Nach der Stadtratswahl vom August 1849 gehörte er dem Stadtrat nicht mehr an.
Dem 1830 gegründeten Bürgerlichen Schützenkorps der Stadt Heilbronn, einem Vorläufer der Bürgerwehr, gehörte Nickel zunächst als Leutnant, ab 1840 als Oberleutnant, ab 1843 als Kommandant an. Bei der neu gebildeten Bürgerwehr, in der das Schützenkorps mit anderen wehrhaften Vereinigungen wie der Turnerwehr und der Feuerwehr aufging, war er Kommandant der Scharfschützen. Am 14. Oktober 1848 wurde er vom Bürgerwehr-Offizierskorps zum Oberkommandanten der Heilbronner Bürgerwehr gewählt und von König Wilhelm I. am 20. Oktober in diesem Amt bestätigt. Nickel versuchte, die politisch radikaler als er eingestellten Bürgerwehrmänner aus Turner- und Feuerwehr zu mäßigen, was ihm aber nicht lange gelang. Am Abend des 16. Mai 1849 trat er nach Meinungsverschiedenheiten als Oberkommandant zurück, leitete auf Drängen seiner Offiziere, die die Mitverantwortung übernahmen, aber noch einen Ausmarsch nach Bonfeld und Fürfeld, wo die Bürgerwehr badische Offiziere zu ihrem Schutz gefangen nahm und dann nach Heilbronn brachte. Nachdem die Heilbronner Bürgerwehr am 12. Juni 1849 aufgelöst und entwaffnet worden war, konnte sich Nickel in einer von Amts wegen eingeleiteten Untersuchung dieses eigenmächtigen und ungesetzlichen Ausmarschs rechtfertigen, nur notgedrungen und unter voller Mitverantwortung seiner Offiziere gehandelt zu haben.

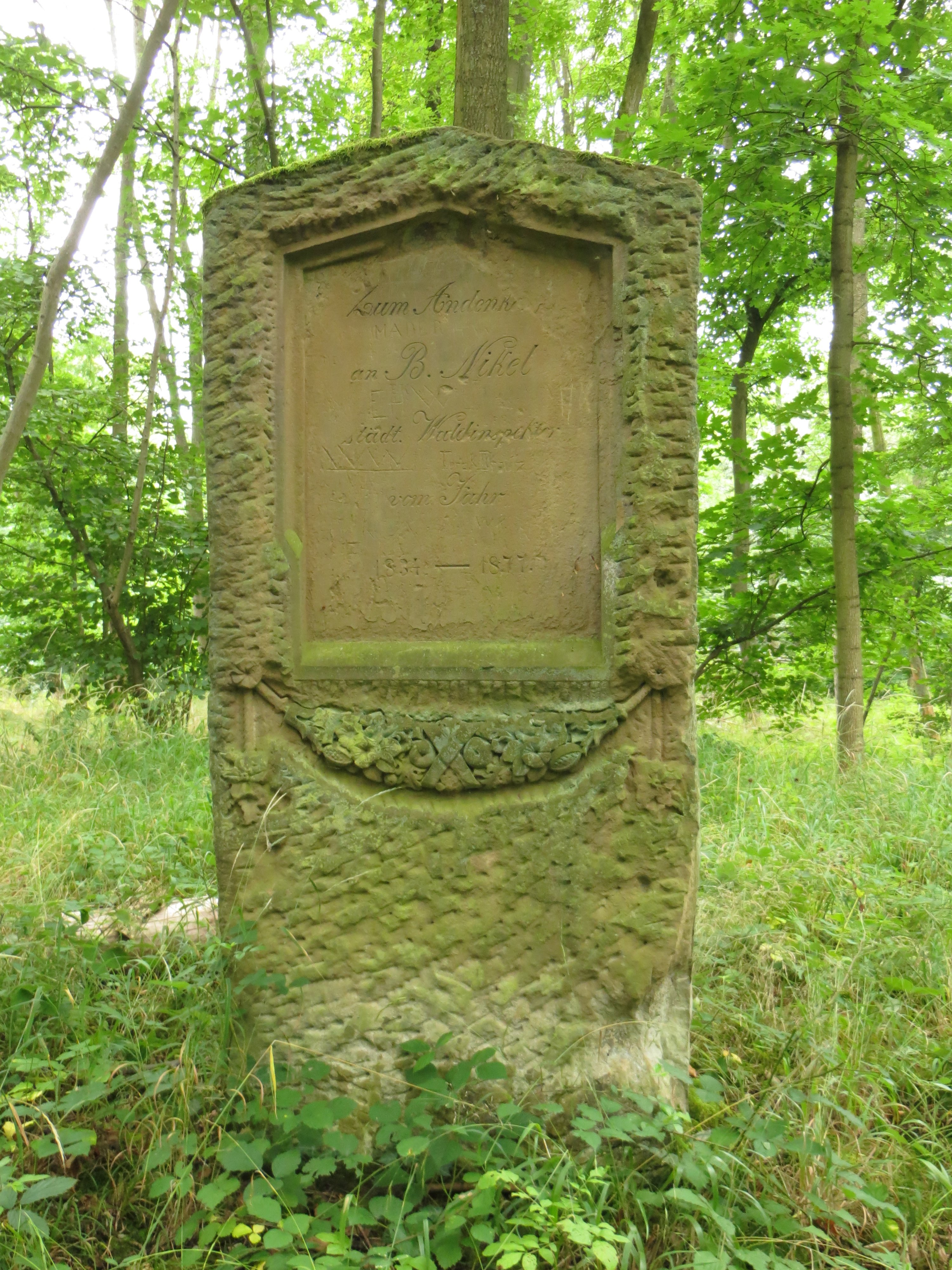
Gedenkstein für Bernhard Nickel im Heilbronner Stadtwald beim Jägerhaus

Am 20. September 1850 kandidierte Nickel im Oberamt Heilbronn für die Dritte Verfassungberatende Landesversammlung, konnte sich aber bei dieser Wahl, für die wie auch schon 1849 das gleiche Wahlrecht aller Männer galt, gegen den linksdemokratischen Kandidaten August Ruoff nicht durchsetzen. Bei der Landtagswahl am 25. April 1851, für die wieder das alte württembergische Wahlrecht mit seiner Ungleichbehandlung der Wähler galt, wurde er dann im Wahlkreis Heilbronn (Oberamt Heilbronn ohne die Stadt Heilbronn, die wie bis 1848 wieder einen eigenen Abgeordneten wählte) gewählt. Von 1851 bis 1868 vertrat er diesen Wahlkreis in der Zweiten Kammer der Württembergischen Landstände. Dort gehörte er fast durchgängig der Finanzkommission an. Bei der Wahl 1868, der ersten nach einer Wahlrechtsreform, die wieder das allgemeine und gleiche Wahlrecht brachte, wurde er nicht mehr gewählt. Neuer Abgeordneter wurde der Obereisesheimer Schultheiß Karl Haag.

## Auszeichnungen
1840 erhielt Nickel die Goldene Zivilverdienstmedaille des Ordens der Württembergischen Krone. Die Stadt Heilbronn ehrte Nickel „für fünfzigjähriges, vielseitiges, der Stadt zu großem Segen gereichendes Wirken“ mit einem auf den 30. Dezember 1875 datierten, silbernen Ehrenpokal, dessen Formgebung und Ausschmückung auf Nickels Tätigkeit im Wald Bezug nimmt und von der Heilbronner Silberwarenfabrik Peter Bruckmann & Söhne angefertigt wurde.
Am 9. April 1931 benannte der Heilbronner Gemeinderat die Nickelstraße, die in der Nähe des ehemaligen Südbahnhofs liegt, nach Bernhard Nickel.